# Lori-Ann Muenzer
Lori-Ann Muenzer (Toronto, 21 de maig de 1966) és una ciclista canadenca. Especialista en pista, el seu major èxit ha estat la medalla d'or aconseguida als Jocs Olímpics d'Atenes de 2004. També ha guanyat diferents medalles als Campionats del món de ciclisme en pista.

## Palmarès
- 2000
  - 1a als Campionats Panamericans en Velocitat
- 2004
  -  Medalla d'or als Jocs Olímpics d'Atenes en Velocitat individual

### Resultats a laCopa del Món
- 2001
  - 1a a Ipoh, en 500 metres
  - 1a a Ipoh, en Velocitat